# ジェンダーチェンジャー
ジェンダーチェンジャー（英: gender changer）とは、情報機器などを繋ぐケーブルそれ自体を互いに接続するために用いられる、同種の接続コネクタ同士が背中合わせにくっついているような構造を持つ器具のこと。延長アダプタとも呼ばれる。

## 概要
ケーブルと機器との接点であるコネクタは、ピンが突き出ているオスコネクタと、それを受け入れるための穴が開いているメスコネクタとの組で構成される。インターフェースの規格によって機器側、ケーブル側双方に使われるコネクタの性（ジェンダー）は決まっており、若干の例外は有るものの、通常機器側がメスコネクタ、ケーブルがオスコネクタである。
必要な長さよりも短いケーブルしかないときに、ケーブル同士を接続して延長することができれば便利であるが、同じ性のコネクタ同士を接続することはできないので、ケーブル側のコネクタがオスであれば、両側がメスであるような変換コネクタが必要となりこれをジェンダーチェンジャーと呼んでいる。ジェンダーチェンジャーをケーブルのコネクタに接続すると、コネクタの性が変わるためこのように呼ばれるものと思われる。
類似した製品に、クロス結線へ変換するリバースアダプタやワイヤリング等がある。

## 欠点
一見便利なように見えるジェンダーチェンジャーであるが、一本の長いケーブルを使用した場合と比べると、余計な接点が二箇所も増えることになり好ましくない。具体的には、接触抵抗やインピーダンス整合の不良による信号強度の低下や信号の反射、定在波の発生、シールドの不良による外来ノイズの混入などが考えられる。これらの問題は伝達される信号の周波数が高いほど顕在化するため、高速伝送を目的とする一部のインターフェース規格ではジェンダーチェンジャーなどの変換コネクタの使用を禁止ないし制限している場合が有る。